# Pixel art

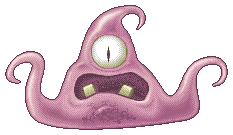
"The Gunk", esempio di pixel art disegnato usando Microsoft Paint

La pixel art è una forma di arte digitale, creata attraverso un computer attraverso l'uso di programmi di editing di grafica raster, in cui le immagini vengono modificate a livello di pixel. Le immagini della maggior parte dei vecchi videogiochi per PC, console di gioco e molti giochi per cellulari sono considerate opere di pixel art. Ha somiglianze con il puntinismo, differendo principalmente per gli strumenti utilizzati per creare le immagini: computer e programmi invece di pennelli e tela.
La terminologia della pixel art è stata pubblicata per la prima volta nel 1982 da Adele Goldberg e Robert Flegal dello Xerox Palo Alto Research Center.

## Storia

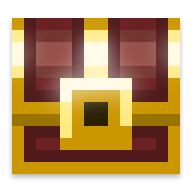
Logo di Pixel Dungeon, un videogioco in pixel art.

Il fenomeno nasce negli anni 1980 con la diffusione rilevante dei coin-op e dei videogiochi in generale. in particolare giochi arcade classici come Space Invaders (1978) o Pac-Man (1980) e console a 8 bit come Nintendo Entertainment System (1983) e Sega Master System (1985).
Successivamente, a partire dagli anni 2000 e con la diffusione di internet, si è ulteriormente incrementata come elemento decorativo delle pagine web.
Alcune forme d'arte tradizionali, come il ricamo a filo contato (incluso il punto croce) e alcuni tipi di mosaico e perline, sono molto simili alla pixel art. Queste forme d'arte costruiscono immagini da piccole unità di colore in modo simile ai pixel nell'informatica digitale moderna. Un concetto simile su scala molto più ampia può essere visto all'Arirang Festival della Corea del Nord.

## Caratteristiche
Sebbene non esista una definizione generale, si può parlare di pixel art quando il creatore di una immagine può liberamente manipolare ogni pixel individuale della stessa.
Sebbene esistano varie tecniche di disegno, un tratto comunemente riscontrabile del fenomeno è l'utilizzo di una palette di colori non eccessivamente estesa.

### Tecniche visive[8][9]
- L'accurato posizionamento dei pixel evitando i bordi frastagliati, al fine di indicare visivamente meglio archi, cerchi e curve.

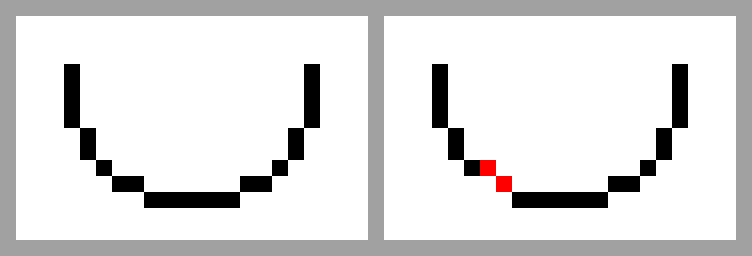
Curva con e senza bordi frastagliati

- Usare tonalità più chiare di un colore in parti di una linea per farlo sembrare più sottile, o usare pixel più chiari intorno alle linee diagonali per contrastare gli effetti dei vecchi monitor arcade.Pixel più chiari utilizzati per rappresentare una linea di dissolvenzaPixel più chiari utilizzati per far apparire più spesse le linee diagonali

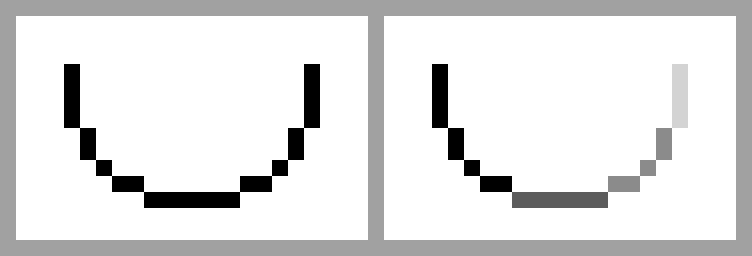
Pixel più chiari utilizzati per rappresentare una linea di dissolvenza

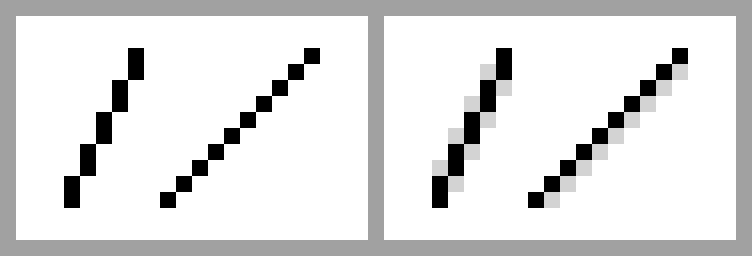
Pixel più chiari utilizzati per far apparire più spesse le linee diagonali

- Anti-alias disegnato a mano, utilizzato per ammorbidire i bordi o unire visivamente gruppi di pixel.Un esempio di anti-alias in una curvaUn esempio di anti-alias tra le forme

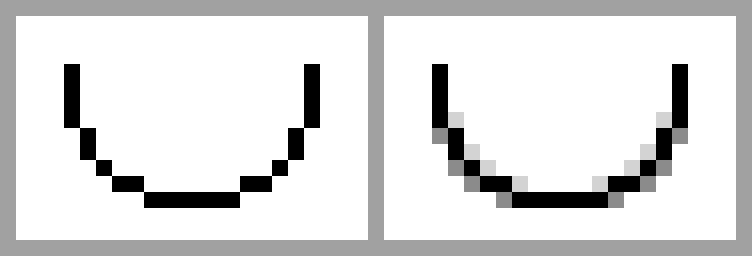
Un esempio di anti-alias in una curva

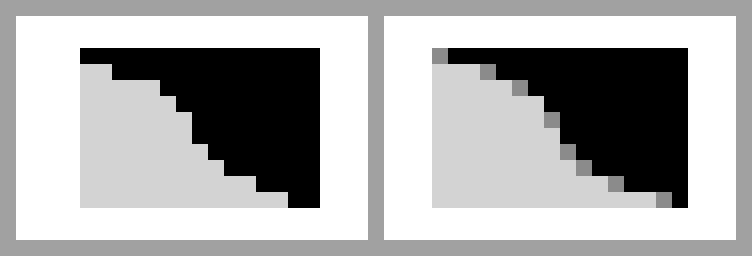
Un esempio di anti-alias tra le forme

- Quando si crea una linea ad angolo (non diritta), è preferibile utilizzare linee di pixel non frastagliate, che si ottengono mediante la ripetizione di una matrice costante di pixel. Ad esempio, una ripetizione di 1:1 pixel in una diagonale risulta in una linea angolare di 45°, mentre una ripetizione di 1:2 pixel in una diagonale risulta in un angolo di 26,57°. Qualsiasi cosa nel mezzo è impossibile senza linee frastagliate o senza richiedere l'anti aliasing. Alcuni videogiochi hanno utilizzato linee ripetute di 3 o anche 4 pixel per scopi di stilizzazione.Rapporto 1:1 vs rapporto 1:2

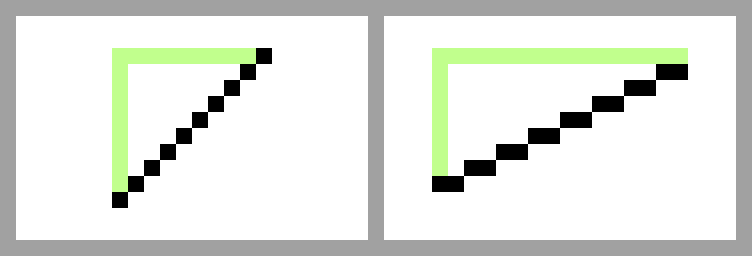
Rapporto 1:1 vs rapporto 1:2

- È anche impossibile ottenere il tradizionale angolo di proiezione isometrica di 30° senza la comparsa di linee frastagliate, quindi la maggior parte dei giochi di pixel utilizza invece il rapporto 1:2, reso popolare da titoli come Zaxxon e Q*bert già nel 1982 (seguito da una serie di titoli seminali che utilizzano la stessa tecnica pseudo-isometrica dal 1983, fino alla sua adozione piuttosto sistematica nell'arte isometrica neo-pixel oltre gli anni 2000 e 2010).

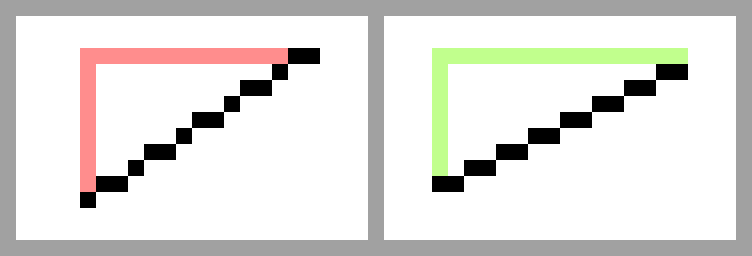
Angolo di 30° rispetto al rapporto 1:2 (angolo di 26,57°)

- I disegni spesso iniziano con un'immagine iniziale chiamata line art, che è le linee di base che definiscono il personaggio, l'edificio o qualsiasi oggetto o cosa l'artista intenda disegnare. Queste linee sono solitamente disegnate a mano e quindi scansionate.
- La tavolozza limitata spesso richiede l'uso del cosiddetto dithering per ottenere sfumature e colori diversi, ma a causa della natura di questa forma d'arte questo viene fatto interamente a mano. Anche l'antialiasing o la levigatura dei bordi viene spesso eseguita a mano[10].Dettagli dall'immagine "The Gunk"

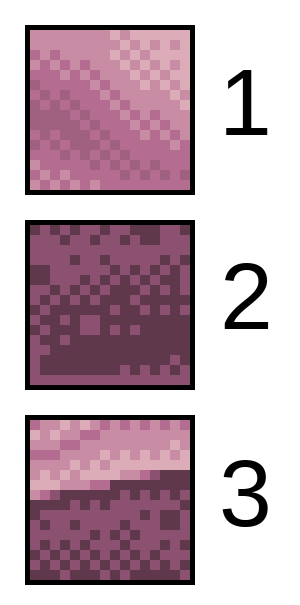
Dettagli dall'immagine "The Gunk"

Qui alcune aree dell'immagine in alto (El Gunk) sono mostrate in maggior dettaglio, si può osservare parte della tecnica utilizzata:
1. La forma base dell'interlacciamento utilizza due colori che ripetono una sequenza di 2 × 2 pixel nell'area. La modifica della densità di ciascun colore porta a tonalità diverse.
2. L'interlacciamento stilizzato in aree di 2 × 2 pixel distribuite casualmente può produrre trame interessanti. Frequente è anche l'uso di cerchietti.
3. La levigatura, nonostante i programmi la aggiungano con filtri, viene solitamente eseguita a mano, per evitare punti indesiderati durante la levigatura di curve e transizioni di colore. Alcuni artisti lo usano solo internamente mantenendo le linee esterne del disegno in modo che possano essere adattate a qualsiasi sfondo. Se l'immagine utilizza il formato PNG, il canale alfa (trasparenza) può essere utilizzato per creare effetti di anti-alias con immagini che potrebbero essere lasciate sullo sfondo per sovrapposizione.
- Viene spesso utilizzata la tecnica sprite, fondamentali per l'animazione dei videogiochi 2D perché venivano realizzati sovrapponendo in modo hardware un'immagine bidimensionale allo sfondo preesistente[11].Un singolo sprite di Pixel Dungeon realizzato con 147 sotto-immagini

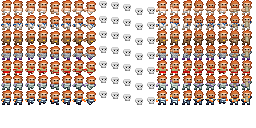
Un singolo sprite di Pixel Dungeon realizzato con 147 sotto-immagini

- La palette shifting (detta anche Color cycling) è una tecnica usata nella grafica computerizzata, nella quale i colori cambiano dando l'impressione di un'animazione. Questa tecnica è stata usata principalmente nei videogiochi e quindi nella pixel art. Cambiare la palette dei colori, su un'immagine, richiede un minor consumo di memoria e potenza del processore che immagazzinare l'animazione in tutti i suoi fotogrammi[12][13].Palette shifting in GrafX2

Palette shifting in GrafX2

### Salvataggio e compressione
La pixel art viene preferibilmente archiviata in un formato di file che utilizza la compressione senza perdita di dati, come la codifica run-length. GIF e PNG sono due formati di file comunemente usati per la memorizzazione di pixel art. Il formato JPEG viene evitato perché il suo algoritmo di compressione con perdita è progettato per immagini a tono continuo uniformi e introduce artefatti visibili in presenza di dithering.

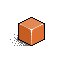
File GIF (318 bytes)
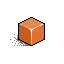
File PNG (254 bytes)
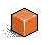
JPEG che mostra artefatti
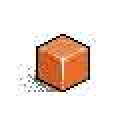
File JPEG (706 bytes)

### Algoritmi di ridimensionamento
Gli algoritmi di ridimensionamento della pixel art sono filtri grafici che vengono spesso utilizzati negli emulatori di console per videogiochi per migliorare la grafica pixel art 2D disegnata a mano. Il ridimensionamento della pixel art è un sotto-campo specializzato nel ridimensionamento delle immagini.
Poiché la grafica pixel art ha solitamente risoluzioni molto basse, si basa su un'attenta collocazione dei singoli pixel, spesso con una tavolozza di colori limitata. Ciò si traduce in una grafica che si basa su un'elevata quantità di segnali visivi stilizzati per definire forme complesse con una risoluzione molto ridotta, fino a singoli pixel e rendendo il ridimensionamento dell'immagine della pixel art un problema particolarmente difficile.
Sono stati sviluppati numerosi algoritmi specializzati per gestire la grafica pixel art, poiché i tradizionali algoritmi di ridimensionamento non tengono conto di tali segnali percettivi.

#### Interpolazionenearest-neighbor
L'interpolazione nearest-neighbor (nota anche come proximal interpolation ossia interpolazione prossimale o, in alcuni contesti,  point sampling ossia campionamento puntuale) è un metodo semplice di interpolazione multivariata in una o più dimensioni.

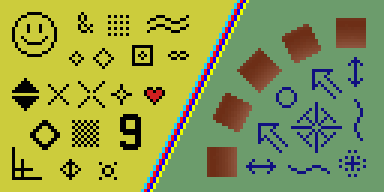
Immagine ingrandita 3× con l'interpolazione nearest-neighbor

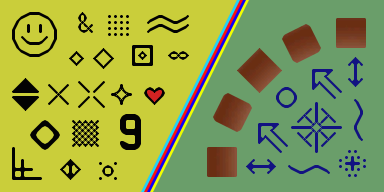
Immagine ingrandita di 3× con algoritmo hq3x

#### Principali algoritmi di ridimensionamento
I principali algoritmi di ridimensionamento della pixel art sono:
- SAA5050 "diagonal smoothing"[23]
- EPX/Scale2×/AdvMAME2×[24]
  - Scale3×/AdvMAME3× e ScaleFX
- Eagle[25]
- 2×SaI[26]
- Famiglia hqnx (hq2x, hq3x e hq4x)[27]
- Famiglia xBR (xBR, xBRZ, xBR-Hybrid, Super xBR, xBR+3D e Super xBR+3D)[28]
- RotSprite[29]
  - Fast RotSprite
- Kopf–Lischinski[30]
- Edge-Directed Interpolation (EDI)[31][32]
  - NEDI[33]
  - EDIUpsizer[34]
  - FastEDIUpsizer
  - eedi3
  - EEDI2[35]
  - SuperRes[36][37]
  - NNEDI[38]

#### Galleria d'immagini

Sprite di un televisore (al centro) ridimensionato utilizzando il semplice ridimensionamento nearest-neighbor (a sinistra) e l'algoritmo di interpolazione 2xSaI (a destra)
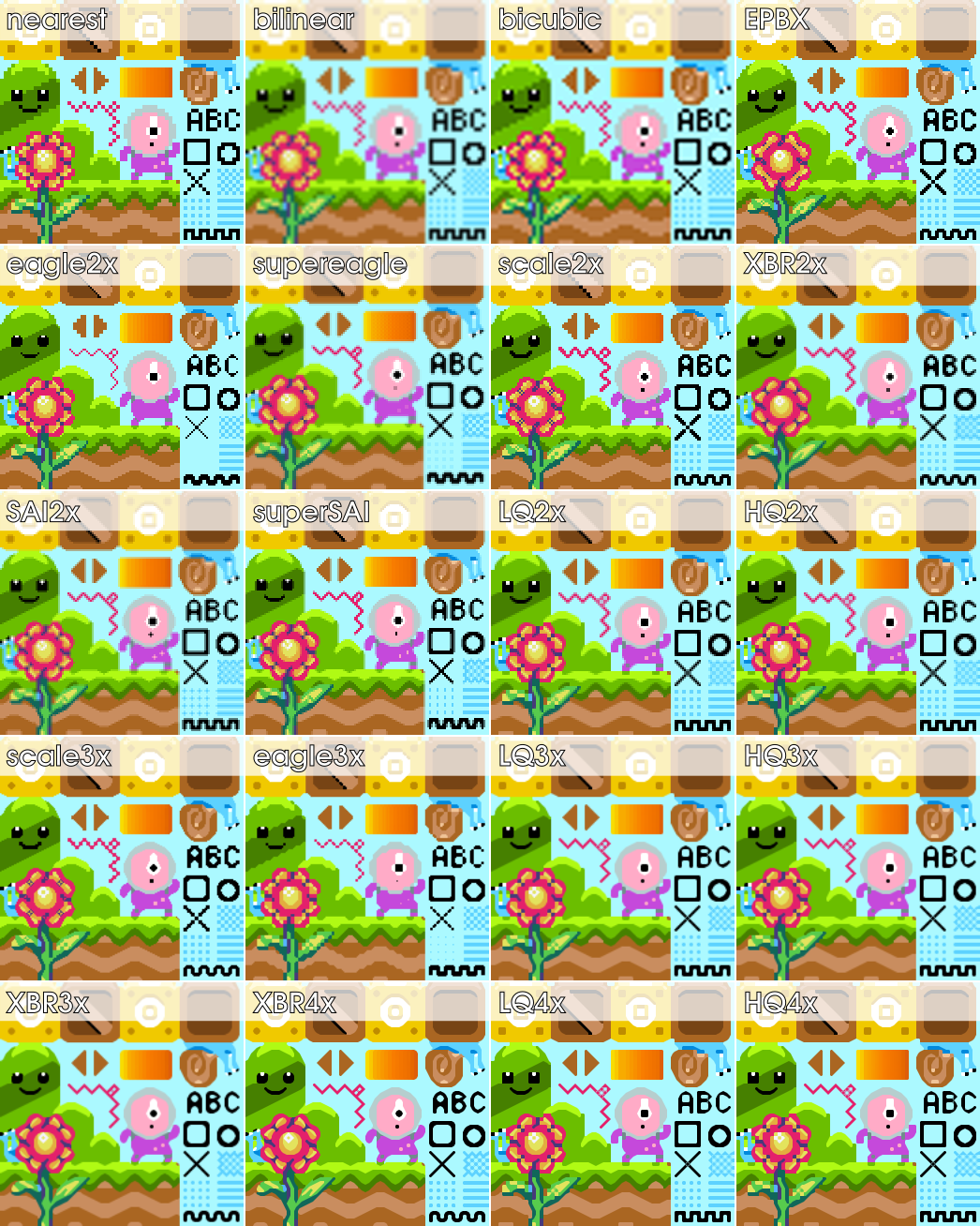
Confronto di comuni algoritmi di ridimensionamento di pixel art. Visualizzare l'immagine a piena risoluzione per vedere le differenze.
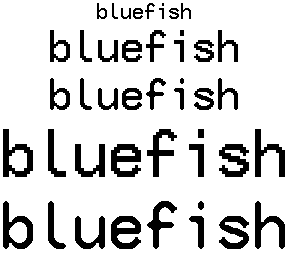
EPX può essere utilizzato per ridimensionare i caratteri bitmap. Dall'alto verso il basso: a) dimensione del carattere originale; b) ridimensionamento 2× nearest-neighbor; c) ridimensionamento EPX 2×; d) ridimensionamento 3× nearest-neighbor; e) Ridimensionamento EPX 3×.
La matrice dei pixel circostanti che Super2xSaI utilizza per ridimensionare un singolo pixel.

## Categorie

Oggetto isometrico

La pixel art è comunemente divisa in isometrica e non isometrica. Lo stile isometrico è disegnato quasi in una proiezione dimetrica isometrica. Questo si vede molto nei giochi per produrre la sensazione di un ambiente tridimensionale senza utilizzare un computer con un vero potenziale grafico 3D. Tecnicamente, un angolo isometrico dovrebbe essere di 30 gradi rispetto all'orizzontale, ma questo non produce un buon risultato in pixel art poiché i pixel in queste linee non seguono una successione regolare. Per risolvere questo problema, le pendenze vengono prese con un rapporto di 1:2 pixel, portando a un angolo di circa 26,565 gradi (arcotangente di 0,5).

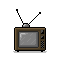
Oggetto non isometrico

La pixel art non isometrica è tutto ciò che non rientra nella categoria della pixel art isometrica e utilizza viste frontale, laterale, superiore o prospettica.

## Utilizzo
Oltre che nella grafica digitale, viene usata soprattutto nella creazione di videogiochi e nella creazione di siti web che han bisogno di immagini non eccessivamente sofisticate per consentire una navigazione rapida.

### Video gioco
Questo tipo di disegni è stato molto presente nei vecchi giochi, ma spiccano anche i giochi attuali che continuano a mantenere questa arte digitale come una forma di design, come Minecraft, che continua a funzionare attraverso avatar e mobili creati in pixel art e che ha regole contrassegnate relative a questo design come bordi neri, pixel art isometrica, ecc. o vecchie console per videogiochi che non supportavano una grafica eccezionale.
Naturalmente, questa forma di design viene sostituita da altre forme di arte digitale più avanzate grazie all'aumento della tecnologia e alla maggiore capacità di supporto di nuove console di gioco, computer, tablet, smartphone, ecc. Ma i giochi che la hanno utilizzata fin dall'inizio sono ancora radicati in questa forma di design.
La maggior parte dei giochi che continuano a funzionare con questo tipo di design sono chiamati giochi di piattaforma o semplici realizzati con un design non isometrico e che, come il design, sono semplici minigiochi che sono più facili da realizzare se non hanno voluto concentrarsi troppo riguardo alla creazione di avatar, oggetti, ecc. risultando più semplice questa arte digitale.

## Comunità online
Oltre che sui social sono presenti comunità online dedicati alla pixel art:
| Community | Community   | Description | Category | Relevant Features                                              |
| --------- | ----------- | --- | -------- | -------------------------------------------------------------- |
|           | Pixeljoint  | PixelJoint è uno dei più antichi siti web di pixel art. È stato rilasciato al pubblico il 7 dicembre 2004. Nel tempo la galleria è cresciuta costantemente, è stato aperto un forum e sono iniziati progetti di collaborazione.                                                | Sito web | Gallery, concorsi, articoli, interviste e tutorial.            |
|           | Lospec      | Lospec è stato creato per funzionare come una raccolta di strumenti e risorse per i pixel artist. Nel tempo, il sito web si è ampliato in altre funzioni della community più tradizionali, come una galleria, un forum pubblico e la creazione di propri strumenti e tutorial. | Sito web | Galleria, articoli, sviluppo di strumenti, risorse e tutorial. |
|           | Pixelation  | Forum sostenuto da SMF. | Forum    | Sviluppo di strumenti, risorse e tutorial                      |
|           | Pixonomicon | Un server Discord dedicato alla pixel art autonomo, che include lo sviluppo di videogiochi. | Forum    | Sviluppo di strumenti, risorse e tutorial                      |
|           | DeviantArt  | DeviantArt (deviantART dal 2001 al 2014) è una comunità online di artisti e aspiranti artisti su Internet. Contiene anche comunità dedicate alla pixel art. | Sito web | Gallery                                                        |
|           | Pixiv       | Pixiv (ピクシブ Pikushibu?) è una comunità online di artisti. Lanciato nel 2007, ha raggiunto la popolarità in breve tempo grazie ai contributi di alcuni illustratori, tra cui Huke. Contiene anche comunità dedicate alla pixel art                                          | Sito web | Gallery                                                        |

## Software
In sostanza, tutti gli editor di grafica raster possono essere utilizzati in qualche modo per la pixel art, alcuni dei quali includono funzionalità progettate per semplificare il processo. Esistono anche app per smartphone e tablet in grado di creare pixel art.
Alcuni dei software più famosi sono:
| Software | Software                                  | Descrizione | Licenza      | Costo finale                                                  | Piattaforme supportate                                                                                               |
| -------- | ----------------------------------------- | --- | ------------ | ------------------------------------------------------------- | --- |
|          | Aseprite                                  | Aseprite offre un gran numero di strumenti per la modifica di immagini e animazioni come livelli, frame, tilemap. | Proprietario | Codice sorgente gratuito, binari precompilati a pagamento.    | Windows, macOS, Linux                                                                                                |
|          | LibreSprite                               | LibreSprite è un fork dell'ultima versione di software libero (libre) di Aseprite prima che quest'ultimo diventasse proprietario. | Libero       | Gratis                                                        | Windows, macOS, Linux                                                                                                |
|          | Gimp                                      | Fra i vari usi possibili vi sono fotoritocco, fotomontaggio, conversioni tra molteplici formati di file, animazioni (ad esempio in formato GIF), e processamento in batch in linea. Può essere usato anche per la pixel art.                                                    | Libero       | Gratis                                                        | GNU macOS Microsoft Windows OpenBSD NetBSD FreeBSD Solaris SunOS AIX HP-UX Tru64 Digital UNIX OSF/1 IRIX OS/2 BeOS   |
|          | GrafX2                                    | GrafX2 è stato pubblicato nel 1996, ispirato ai programmi Amiga Deluxe Paint e Brilliance. Specializzato nel disegno a 256 colori, include un numero molto elevato di strumenti ed effetti adatti alla pixel art e alla grafica di videogiochi 2D.                              | Libero       | Gratis                                                        | AmigaOS, Android, Atari MiNT, FreeBSD, Genode, Haiku, IRIX, Linux, macOS, Windows, MorphOS, MS-DOS, Syllable Desktop |
|          | Krita                                     | Con alcune modifiche alla configurazione, Krita può essere usato per una pixel art professionale. | Open Source  | Gratis                                                        | Windows, macOS, Linux                                                                                                |
|          | HTML5                                     | L'HTML è il linguaggio di markup più usato del Web. Serve, fondamentalmente, per creare e strutturare siti Web. Dall'ottobre 2014 è stata rilasciata la versione 5. Può essere usato anche per la pixel art. Attraverso i CSS si può controllare l'aspetto grafico ed estetico. | Open Source  | Gratis                                                        | Web |
|          | Paint (in precedenza chiamato Paintbrush) | Un programma di grafica semplice, fornito assieme a tutte le versioni di Windows, il sistema operativo commercializzato da Microsoft. La sua prima versione risale al 1985. | Proprietario | A pagamento                                                   | Microsoft Windows |
|          | Paint.NET                                 | Un programma di modifica grafica raster che fa uso delle librerie dell'ambiente software .NET Framework di Microsoft. | Libero       | Gratis                                                        | Microsoft Windows |
|          | Photoshop                                 | Un software proprietario prodotto da Adobe specializzato nell'elaborazione di fotografie (fotoritocco) e, più in generale, di immagini digitali. Può essere usato anche per la pixel art.                                                                                       | Proprietario | A pagamento                                                   | Microsoft Windows macOS                                                                                              |
|          | Pro Motion NG                             | Pro Motion NG è principalmente orientato al disegno artistico per i videogiochi, con funzionalità e strumenti per animazioni, spritework e set di riquadri. | Proprietario | A pagamento (edizione completa), gratis (edizione gratuita)   | Windows, macOS, Linux                                                                                                |
|          | Graphics Gale                             | Graphics Gale è un editor di pixel art giapponese con funzionalità di animazione e un sistema di trasparenza basato sul colore. È stato scritto nel 2005 e reso freeware nel 2017.                                                                                              | Proprietario | Gratis                                                        | Windows |
|          | PyxelEdit                                 | PyxelEdit ha funzionalità per lavorare con riquadri e set di riquadri. | Proprietario | A pagamento (versione attuale), gratis (vecchia beta 0.2.22c) | Windows, macOS, Linux                                                                                                |
|          | Piskel                                    | Piskel è stato progettato per essere relativamente semplice e facile da usare. | Libero       | Gratis                                                        | Web |
|          | PixiEditor                                | PixiEditor ha un layout dell'interfaccia utente grafica progettato per essere simile ad altri editor di grafica raster, come GIMP, con l'intenzione di renderlo un programma conveniente per gli artisti digitali che desiderano imparare la pixel art.                         | Libero       | Gratis                                                        | Windows |
|          | Lospec Pixel Editor                       | Lospec Pixel Editor è stato progettato per i pixel artist principianti. Si integra con molte delle funzionalità di Lospec. | Proprietario | Gratis                                                        | Web |
|          | Pixilart                                  | Pixilart ha molte funzionalità e consente agli utenti di condividere la propria arte. | Libero       | Gratis                                                        | Web |
|          | Tile Studio                               | Un editor grafico fatto per la pixel art dei videogiochi basati sulle mattonelle. | Open Source  | Gratis                                                        | Windows |
|          | ZaplyCode                                 | Pensato per i bambini. Si può sia disegnare sia fare coding. | Proprietario | Gratis                                                        | Web |

## Galleria d'immagini

Un mago in pixel art
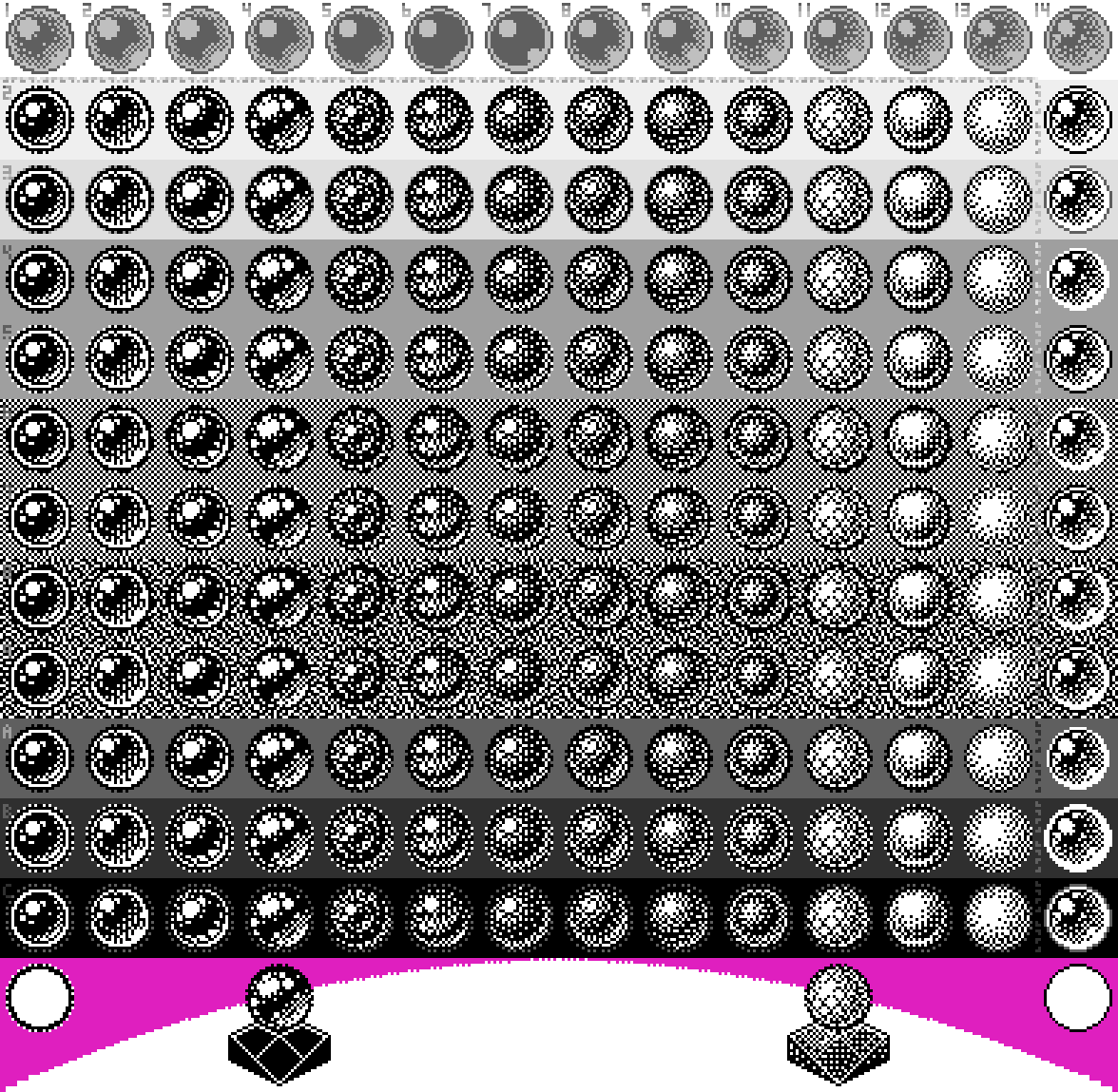
La rappresentazione delle sfere è una sfida ben nota per i pixel-artist, a causa della difficoltà di far apparire chiaramente all'osservatore oggetti rotondi/sferici attraverso una griglia di quadrati.
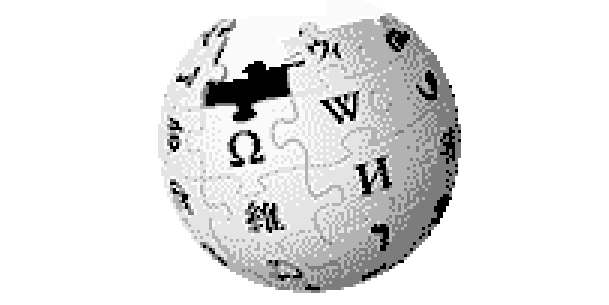
Questa immagine non è pixel art, ma una rigorosa conversione semiautomatica a bassa risoluzione del logo di Wikipedia in 5 colori.
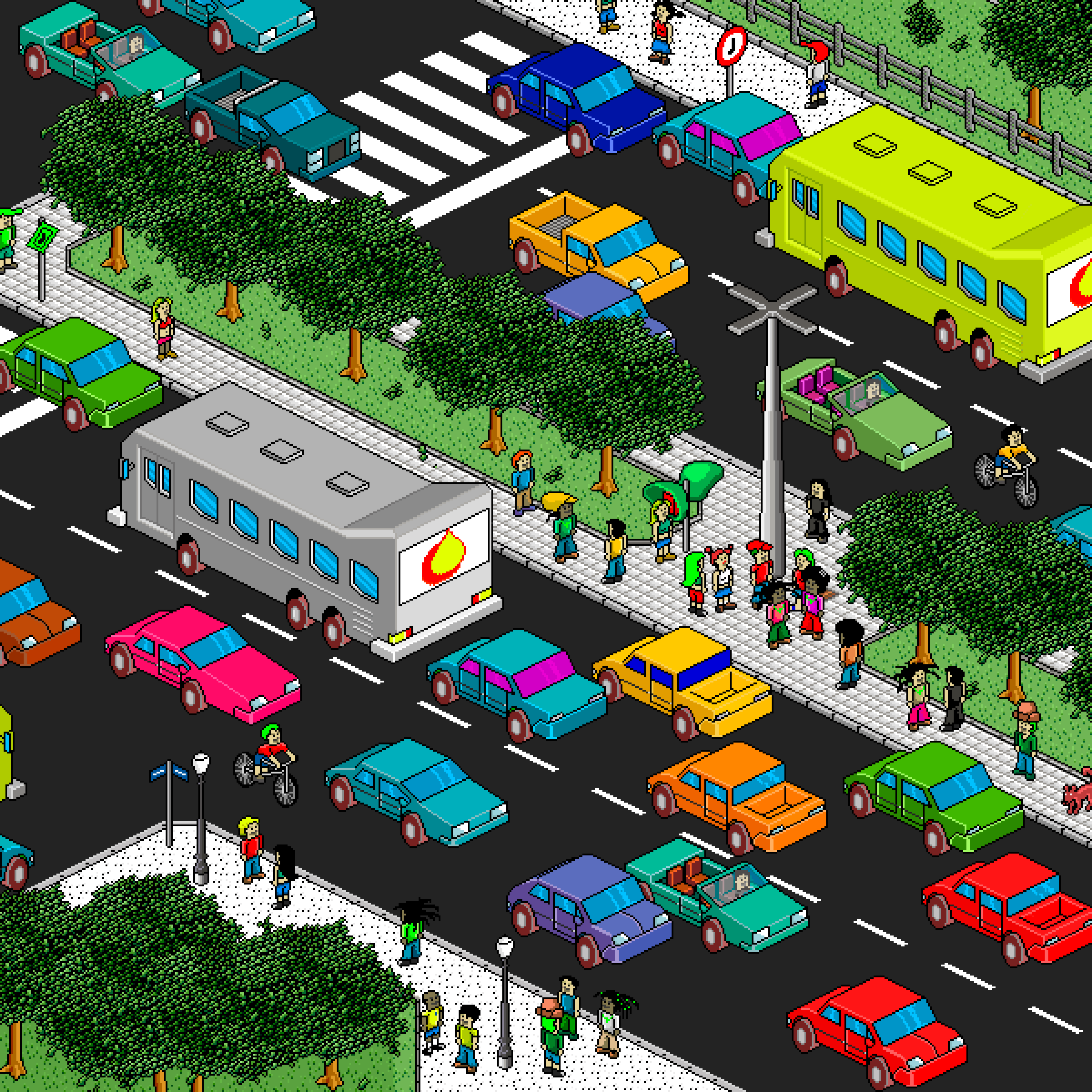
Esempio di pixel art quasi isometrico (una città)
Esempio di pixel art quasi isometrico (una casa)
Personaggio in pixel art dal videogioco del 2017 Flinthook.